# Ли Гао (врач)
Ли Га́о (кит. упр. 李杲, пиньинь Lǐ Gǎo, 1180 — 1251) — китайский врач, основатель одной из четырёх медицинских школ времен империи Сун.

## Биография
Родился в 1180 году в г. Чжендин, современная провинция Хэбэй. Происходил из богатой семьи. С детства он отличался удивительной скромностью и добротой. В зрелые годы занимался благотворительностью, давая деньги на пропитание бедным людям. Ли Гао активно интересовался литературой и искусством. Возле своего дома он построил отель, куда приглашал погостить приезжих учёных, чтобы поговорить с ними на интересные темы.
После того как его мать умерла от неизвестной болезни, которую не смог распознать и вылечить ни один из известных врачей, Ли Гао решил посвятить себя изучению медицины. За большие деньги он стал учеником известного медика и прошёл полный курс обучения. Следуя воззрениям своего учителя, что современные болезни не могут быть излечены на основе древних предписаний, он начал составлять новые рецепты и вскоре стал крупным специалистом в фармакологии. Вскоре в родном городе создал собственную медицинскую школу. До самой смерти в 1251 году он пользовался уважением и авторитетом.

## Медицина
Ли Гао написал более 10 медицинских сочинений, из которых наиболее известные «Пи вэй лунь» («Суждения о селезёнке и желудке») и «И-Сюэ фа мин» («Открытия во врачебной науке»). В них он подчеркивал роль изменения пневмы (ци) желудка и селезёнки по сезонам, считая, что эти органы взаимосвязаны заведуют ростом и метаболизмом и если их функции нарушаются, возникает множество болезней. Разделяя внутренние и внешние причины заболеваний, он указывал, что нарушение этих функций следует рассматривать как главные внутренние причины отдельных заболеваний. Поэтому данные органы нужно всегда поддерживать в хорошем состоянии, для чего он предложил несколько рецептов отваров, которые используются в Китае до сих пор. Поскольку селезёнка и желудок символизируются стихией ту ("почва"), основанное им медицинское направление стали называть «школой заполнения почвы» (бу ту пай).
Обычно он составлял рецепты из 10-20 видов трав, которые по своему эффекту находились в отношениях как дополнительности и противоположности, так и «правителя, министра, помощника и слуги».
Ли Гао больше занимался научной работой, чем практикой. К лечению он прибегал лишь в самых экстренных случаях. Когда в г. Чжендин, где он жил, разразилась эпидемия, которая унесла много жизней, Ли Гао изучил заболевание и нашёл средство его лечения. Чтобы достичь быстрого эффекта, он попросил своих слуг вывесить на главной городской площади доску с написанным на ней рецептом. Так сразу им смогли воспользоваться множество больных, которые впоследствии быстро вылечились. В знак благодарности горожане установили на той площади памятник Ли Гао.